# 결함수 해석
결함수 해석 또는 FTA(Fault Tree Analysis)는 장애 원인을 식별하는데 사용되며 안전성 및 신뢰성에 관한 설계를 분석하는 기법이다. 

## 개념
결함수 해석(FTA)은 고장을 구체적으로 정의하고 그러한 사건을 발생 시킨 가능한 모든 원인을 결정하는 체계적이고 연역적인 방법론이다. 고장은 결함수 해석 다이어그램의 최상위 사건을 구성하며, 일반적으로 완전하거나 매우 중대한 고장을 나타낸다.
결함수 해석이 적절하게 적용이 되면 예비 디자인 수정을 돕는 평가 도구로써 초기 제품 디자인 단계에서 유용하게 사용될 수 있다. 제품이 시장에 출시된 후에 결함수 해석의 결과는 문제 해결의 도구로써 사용될 수 있다. 결함수 해석을 통해 제품은 신뢰성과 결함 확률의 관점에서 분석될 수 있다.

## 결함수 해석의 사용
- 매우 복잡한 시스템의 기능 분석
- 동시에 일어나거나, 최상위 사건 중 크리티컬 하지 않은 사건들의 결합을 관찰
- 안전성 요구사항과 명세화 평가
- 시스템 안전성 평가
- 소프트웨어 인터페이스 평가
- 잠재적인 디자인 결함과 안전성 위험의 식별
- 잠재적인 수정 활동의 평가
- 유지 및 보수의 단순화
- 관찰된 실패의 논리적인 원인 제거

## 결함수 해석 특징
- 발생한 결함 이벤트로부터 결함의 원인을 규명하는 연역적 기법 Top-down 분석 방식
- 결함을 발생시킨 원인을 도식적으로 표시
- 결함 발생 빈도(Frequency) 및 확률(Probability)를 특정할 수 있는 정량적 해석이 가능

## 결함수 해석 관련 도구
- 한컴MDS, ISO 26262, FTA, medini analyze
- ikv++, ISO 26262, FTA, medini analyze 보관됨 2012-07-11 - 웨이백 머신

## 같이 보기
- 이시카와 다이어그램
- 신뢰성 공학
- 안전공학